# فرسمولد
فرسمولد (بالألمانية: Versmold) هي بلدة ألمانية تقع في غوترسلوه في ألمانيا. يقدر عدد سكانها بـ 21,035 نسمة .

## المدن التوأمة
مدن Dobczyce وتوي (بونتيفيدرا) هي مدن توأمة لـفرسمولد.